# Red Rocha
Pour les articles homonymes, voir Rocha.
 (octobre 2018).
Ephraim J. « Red » Rocha (né le 18 septembre 1923 à Hilo, Hawaï, et décédé le 13 février 2010) est un ancien joueur professionnel de basket-ball.

## Biographie
Pivot issu de l'université d'État de l'Oregon, il fut All-Pacific Coast Conference Player en 1945, 1946 et 1947. Il fut également All-American en 1947. Il évolua en BAA et en NBA à la fin des années 1940 et au début des années 1950. Il représenta les Bullets de Baltimore lors du premier NBA All-Star Game en 1951 et remporta le titre de champion NBA avec les Nationals de Syracuse en 1955. Il inscrivit 6362 points lors de sa carrière. Il devint par la suite entraîneur des Pistons de Détroit. À l'issue de sa carrière NBA, il devint entraîneur à l'université d'Hawaï.
Il assembla alors l'équipe surnommée le Fabulous Five lors des saisons 1970 à 1972. En 1970, l'équipe participa pour la première fois de son histoire aux playoffs. Rocha cofonda le Rainbow Classic - un tournoi universitaire regroupant huit équipes, dont l'équipe hôte est Hawaï.
Il fit son entrée au Oregon Sports Hall of Fame en 1980 et au Oregon State University Sports Hall of Fame en 1990.